# Oxira bella
Oxira bella là một loài bướm đêm trong họ Noctuidae.